# Bordj Cedria
Bordj Cedria (arabisch برج السدرية Burdsch as-Sadriyya, DMG Burǧ as-Sadrīya; französisch Borj Cédria) ist ein Dorf in Tunesien mit etwa 700 Einwohnern. Es gehört zum Gouvernement Ben Arous und liegt 25 km östlich von Tunis, der Hauptstadt Tunesiens. Das Dorf liegt am Meer, zwischen Weinfeldern und Olivenhainen zwischen karstigen und wiederbewaldeten Höhenzügen, am Nordwesthang des Gebirgsausläufers Keddel.
In der Nähe des Dorfes Bordj Cedria liegt die gleichnamige Kriegsgräberstätte, der Soldatenfriedhof Bordj Cedria. Sie ist die letzte Ruhestätte für 8562 bei den Kämpfen von November 1942 bis Mai 1943 während des Tunesien-Feldzugs im Zweiten Weltkrieg gefallenen oder in Kriegsgefangenschaft verstorbenen deutschen Soldaten.
Nach Meinung verschiedener Quellen ist Bordj Cedria identisch mit Gummi, dem Sitz des antiken Bistums Gummi in Proconsulari.

## Belege
1. ↑  Titular See of Gummi in Proconsulari, Tunisia. In: GCatholic. Abgerufen am 31. Dezember 2024. Nennt zwei unterschiedliche Orte namens Gummi in Tunesien, einer davon Bordj Cedria, der andere, Gummi in Africa Byzacena, entweder das heutige Henchir-El-Senem oder Henchir-Gelama
2. ↑  Gummi (Tunisia). In: www.romanports.org. Abgerufen am 31. Dezember 2024.
3. ↑  Carte des routes et des cités de l'est de l'Africa à la fin de l'Antiquité, 2010, p. 154. nennt Bordj Cedria als Gumis und Mahdia als Gummi